# Radrennbahn am Pferdeturm

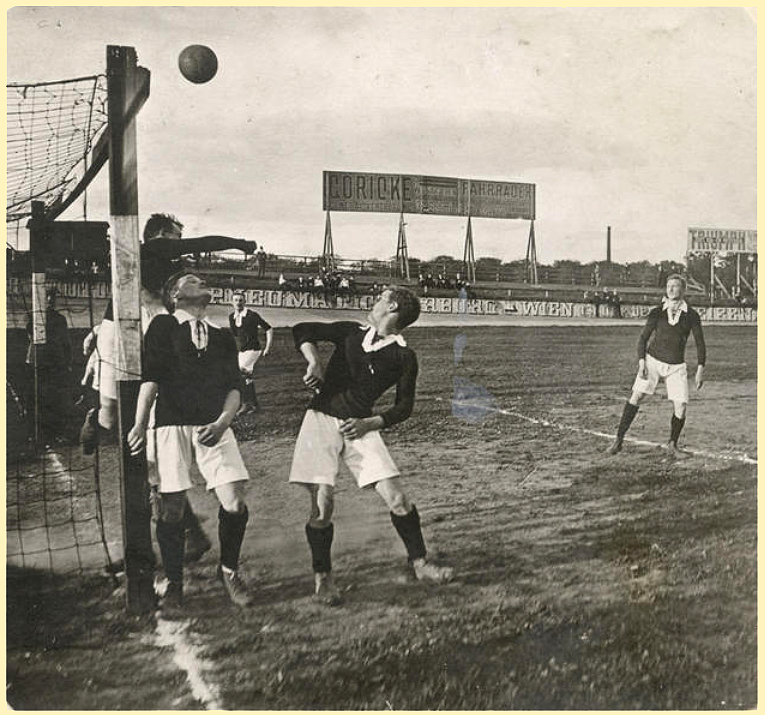
25. September 1910: Im Rasenfeld innerhalb der Rennbahn spielten die Fußballer von Hannover 96 gegen Holstein Kiel 1:1;
im Hintergrund Werbebanner für Göricke Fahrräder und die Firma Triumph
Dokumentarfotografie im Fundus des Historischen Museums Hannover

Die Radrennbahn am Pferdeturm war die erste in der (heutigen) Landeshauptstadt Hannover errichtete Radrennbahn. Der Standort der im 19. Jahrhundert anfangs ausschließlich für Radrennen erbauten und bis in die 1950er Jahre betriebenen Sportanlage lag zwischen dem städtischen Schlachthof im Stadtteil Bult und dem Pferdeturm im Stadtteil Kleefeld.

## Geschichte

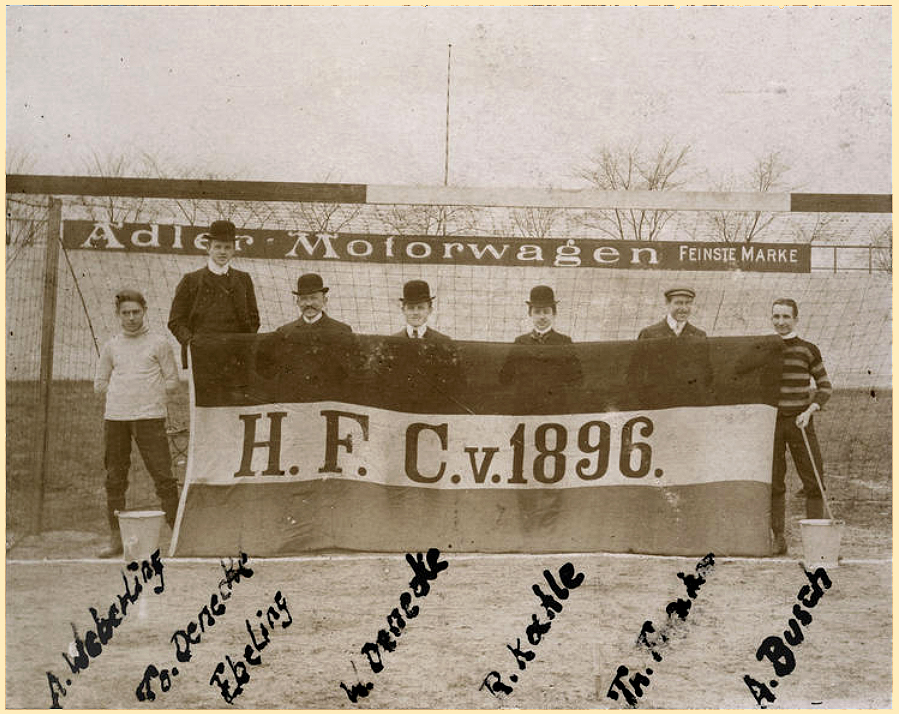
1905: Die in der Rennbahn stolz präsentierte Vereinsfahne des H.F.C v. 1896;
vor einem Banner der „Adler - Mortorwagen - Feinste Marke“

Für den Bau der ersten Radrennbahn Hannovers hatte sich der eigens hierfür gegründete Radfahrer-Rennverein starkgemacht, bis eine anfänglich einfache Aschenbahn auf städtischem Pachtland am Pferdeturm 1888 schließlich eingeweiht werden konnte. Nur wenige Jahre später wurde der Renn-Untergrund 1895 durch Asphalt ersetzt.
Ab 1897 wurde auf dieser Bahn der Große Preis von Hannover  bis in die 1950er Jahre hinein ausgetragen.
1903 wurde ein umfänglicherer Umbau der gesamten Anlage vorgenommen: Die Rennbahn mit nun verstärkten und höheren Kurven wurde auf 500 Meter verlängert, im Innenraum ein 400 Meter lange Laufbahn als Leichtathletikanlage ergänzt. Durch eine neu errichtete Stehtribüne wurde die Anlage für nunmehr 10.000 Zuschauer ausgerichtet.

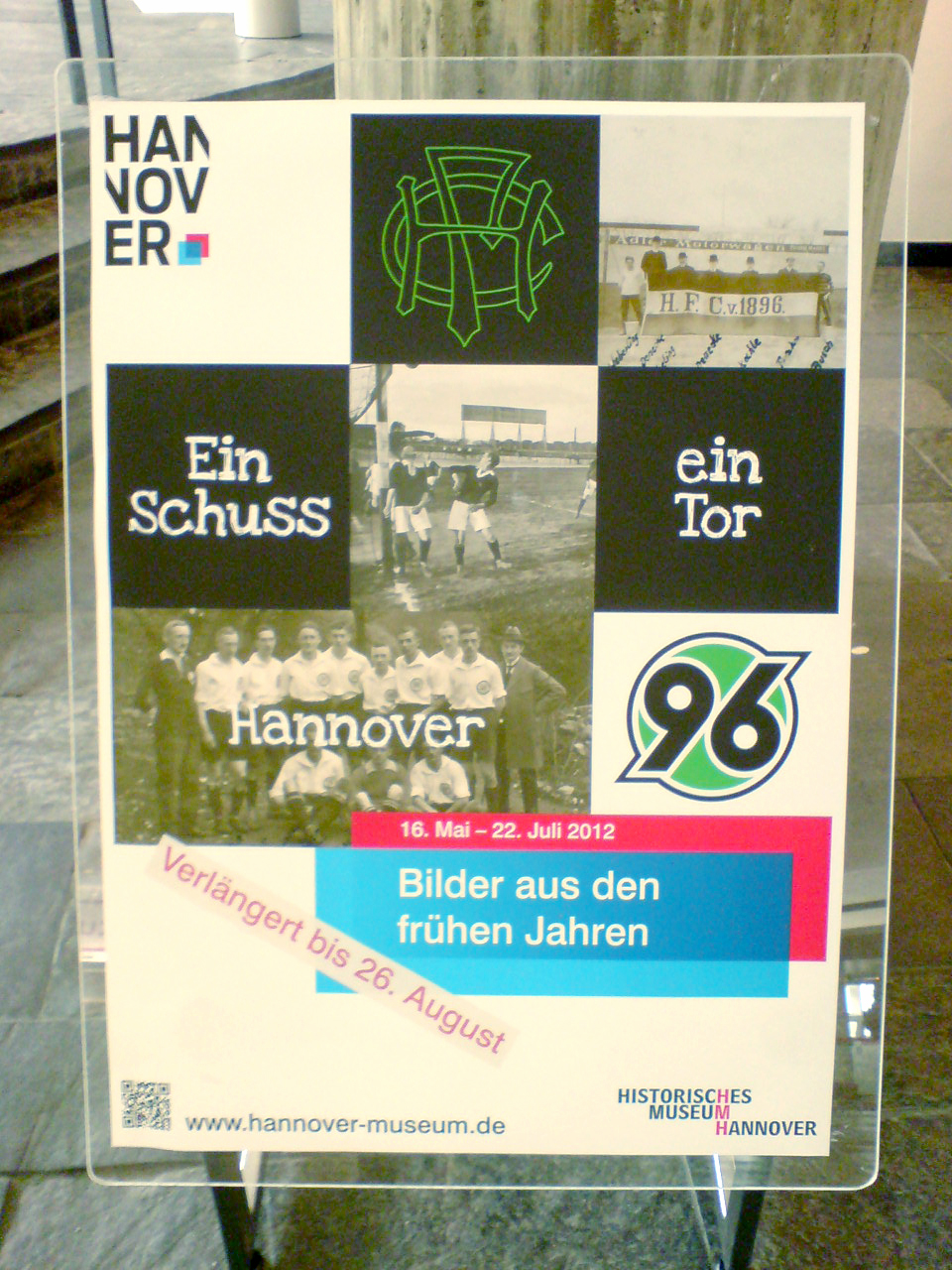
2012: Ein Schuss – ein Tor, „Verlängerung!“ der Ausstellung im Historischen Museum Hannover

In den 1920er Jahren der Weimarer Republik und – nach der Zeit des Nationalsozialismus und dem Zweiten Weltkrieg – diente die Radrennbahn am Pferdeturm in den ersten Nachkriegsjahren auch zur Ausrichtung von Motorrad- und Autorennen. Darüber hinaus nutzte der Fußballsportverein Hannover 96 die Anlage bis 1958 für seine Heimspiele. Wenige Jahre zuvor war jedoch der Rennsport bereits ab 1955 amtlich untersagt worden aufgrund von Baumängeln der nun gut ein halbes Jahrhundert alten Anlage. Sie wurde bis 1960 vollständig abgerissen.
Ersatzbau für die Radrennbahn am Pferdeturm wurde fünf Jahre später die im Mai 1965 eröffnete Radrennbahn Hannover-Wülfel.

## Medienecho
- Simon Benne: Fotos aus der Gründungszeit / Historische Aufnahmen von Hannover 96 entdeckt, bebilderter Artikel zu wieder entdeckten historischen Fotografien aus sogenannten „Toni-Denecke-Mannschaft“ und zur Ausstellung im Historischen Museum Hannover in der Hannoverschen Allgemeinen Zeitung vom 6. Januar 2012